# Nati nel 1350
| Questa pagina contiene informazioni ricavate automaticamente dalle voci biografiche con l'ausilio del template Bio e di un bot. L'aggiornamento è periodico e automatico e ricostruisce completamente la pagina. Se manca una persona in questa lista, sei pregato di non aggiungerla, ma accertati piuttosto che la sua voce biografica contenga il template Bio e che i dati anagrafici siano correttamente compilati. Se il template Bio manca, inseriscilo tu stesso o, in alternativa, metti l'avviso {{tmp\|Bio}} che ne segnala la mancanza. Se i dati riportati sono sbagliati, correggi direttamente la voce biografica; le modifiche saranno visibili in questa lista entro pochi giorni. Per chiarimenti vedi il progetto biografie. La lista contiene solo le 41 persone che sono citate nell'enciclopedia e per le quali è stato implementato correttamente il template Bio. Pagina aggiornata al 10 giu 2025. |

- 23 gennaio - Vincenzo Ferreri, presbitero e santo spagnolo († 1419)
- 4 febbraio - Branda Castiglioni, cardinale, umanista e mecenate italiano († 1443)
- 13 aprile - Margherita III di Fiandra, contessa († 1405)
- 23 giugno - Jacopo Dal Verme, condottiero italiano († 1409)
- 27 giugno - Manuele II Paleologo, imperatore bizantino († 1425)
- 10 agosto - Bernardo Cabrera, nobile, politico e militare spagnolo († 1423)
- 12 ottobre - Demetrio di Russia, principe russo († 1389)
- 26 novembre - Ibn al-Jazari, giurista, teologo e storico arabo († 1439)
- 27 dicembre - Giovanni I d'Aragona, re († 1396)
- Adolfo di Essen, monaco cristiano e scrittore tedesco († 1439)
- Giorgio Adorno, doge († 1430)
- Pierre d'Ailly, cardinale, teologo e filosofo francese († 1420)
- János Aquila, architetto e pittore ungherese († 1406)
- Ludovico Bonito, cardinale e arcivescovo cattolico italiano († 1413)
- Gino di Neri Capponi, politico italiano († 1421)
- Giacomo Cavalli, vescovo cattolico italiano
- Jehuda Cresques, cartografo spagnolo († 1427)
- Uberto Decembrio, umanista italiano († 1427)
- Annabella Drummond, regina († 1401)
- Profiat Duran, medico e filosofo spagnolo († 1415)
- Inês Pires, nobildonna portoghese
- Francesco da Fiano, umanista italiano († 1421)
- Joan Holland, nobile inglese († 1384)
- Thomas Holland, II conte di Kent, conte inglese († 1397)
- Inca Roca, sovrano inca († 1380)
- Lapo Mazzei, notaio italiano († 1412)
- John Montacute, III conte di Salisbury, militare britannico († 1400)
- Mādhavan di Sangamagrama, matematico e astronomo indiano († 1425)
- Niccolò Ciminello di Bazzano, scrittore italiano († 1430)
- Fiorenzo Radewijn, mistico olandese († 1400)
- Dino Rapondi, mercante e politico italiano († 1416)
- Paolo Savelli, nobile e condottiero italiano († 1405)
- William le Scrope, I conte di Wiltshire, conte britannico († 1399)
- Signorino de Amadeo, giurista italiano († 1419)
- Katherine Swynford, nobile († 1403)
- Beatrice Visconti, nobildonna italiana († 1410)
- Nicolaus Wurm, giurista tedesco
- Cecco del Borgo, nobile e condottiero italiano († 1411)
- Guglielmo della Scala, politico italiano († 1404)
- Antonio di Vincenzo, architetto italiano
- Johannes von Tepl, scrittore ceco († 1415)